# Angelica Augustsson
Angelica Augustsson-Zanotelli (9 de enero de 1987) es una jinete sueca que compitió en la modalidad de salto ecuestre. Ganó una medalla de bronce en el 2013, en la prueba por equipos.

## Palmarés internacional
| Campeonato Europeo | Campeonato Europeo  | Campeonato Europeo | Campeonato Europeo |
| Año                | Lugar               | Medalla            | Categoría          |
| ------------------ | ------------------- | ------------------ | ------------------ |
| 2013               | Herning (Dinamarca) | Medalla de bronce  | Por equipos        |